# Цент с изображением Свободы в классическом стиле
Цент с изображением Свободы в классическом стиле — монеты США номиналом в 1 цент. За достаточно непродолжительный период (с 1808 по 1814 год) было отчеканено более 4 миллионов 750 тысяч экземпляров.

## История
В 1807 году было произведено изменение дизайна находящихся в обиходе монет. Вместо драпированного бюста Свободы гравёром Джоном Райхом на монеты был помещён бюст женщины, моделью для которого стала любовница гравёра. В отличие от других монет, на которых Свобода изображалась во фригийском колпаке — символе свободы и революции, на центе изображение было представлено в классическом стиле. Волосы были обрамлены лентой с надписью «LIBERTY».
Эта лента стала причиной критики дизайна монеты, так как содержала историческую ошибку. Свобода выглядела в классическом стиле античных изображений. При этом подобная лента не носилась женщинами, а присуждалась лишь мальчикам-атлетам, победившим в соревнованиях. В связи с этим монета данного типа выпускалась относительно недолго (с 1808 по 1814 год) и была впоследствии заменена.
Все монеты данного типа чеканились на монетном дворе Филадельфии.

## Тираж
| Год  | Отчеканено в Филадельфии |
| ---- | ------------------------ |
| 1808 | 1 007 000                |
| 1809 | 222 867                  |
| 1810 | 1 458 500                |
| 1811 | 218 025                  |
| 1812 | 1 075 500                |
| 1813 | 418 000                  |
| 1814 | 357 830                  |

Суммарный тираж монеты составляет более 4 755 000 экземпляров.